# Sheng Xiaomei
Dit is een Chinese naam; de familienaam is Sheng.
Sheng Xiaomei (Chinees: 盛晓梅) (14 januari 1983) is een schaatsster uit China.

## Resultaten

### Wereldkampioenschappen
| Jaar | Plaats         | Resultaten |
| ---- | -------------- | ---------- |
| 2007 | Salt Lake City | 12e 500 m  |

### Wereldbeker
Eindklasseringen
| Seizoen   | 100 m | 500 m | 1000 m |
| --------- | ----- | ----- | ------ |
| 2004/2005 | 19e   | -     | -      |
| 2006/2007 | 17e   | 16e   | 50e    |
| 2007/2008 | -     | 38e   | 55e    |
| 2008/2009 | -     | 29e   | 59e    |
| 2009/2010 | -     | 32e   | -      |
| 2010/2011 | -     | 38e   | -      |

### Chinese kampioenschappen
| Jaar | 100 m | 500 m | sprint |
| ---- | ----- | ----- | ------ |
| 2004 | -     | -     | 15e    |
| 2005 | Brons | 16e   | 15e    |
| 2006 | -     | 5e    | 5e     |
| 2008 | Brons | Brons | -      |
| 2009 | -     | -     | 7e     |

## Persoonlijke records
| Afstand    | Tijd    | Datum           | Baan           |
| ---------- | ------- | --------------- | -------------- |
| 100 meter  | 10,60   | 3 december 2006 | Harbin         |
| 500 meter  | 38,12   | 8 maart 2007    | Salt Lake City |
| 1000 meter | 1.17,29 | 9 november 2007 | Salt Lake City |
| 1500 meter | 2.33,71 | 22 januari 2006 | Harbin         |